# Dysphaea haomiao
Dysphaea haomiao là loài chuồn chuồn trong họ Euphaeidae (Epallagidae). Loài này được Hämäläinen mô tả khoa học đầu tiên năm 2011.